# Santa Maria de Barberà de la Conca
Santa Maria de Barberà de la Conca és una església del municipi de Barberà de la Conca (Conca de Barberà). Forma part de l'Inventari del Patrimoni Arquitectònic de Catalunya.

## L'església primitiva (Segles XII-XVIII)

### Història i descripció

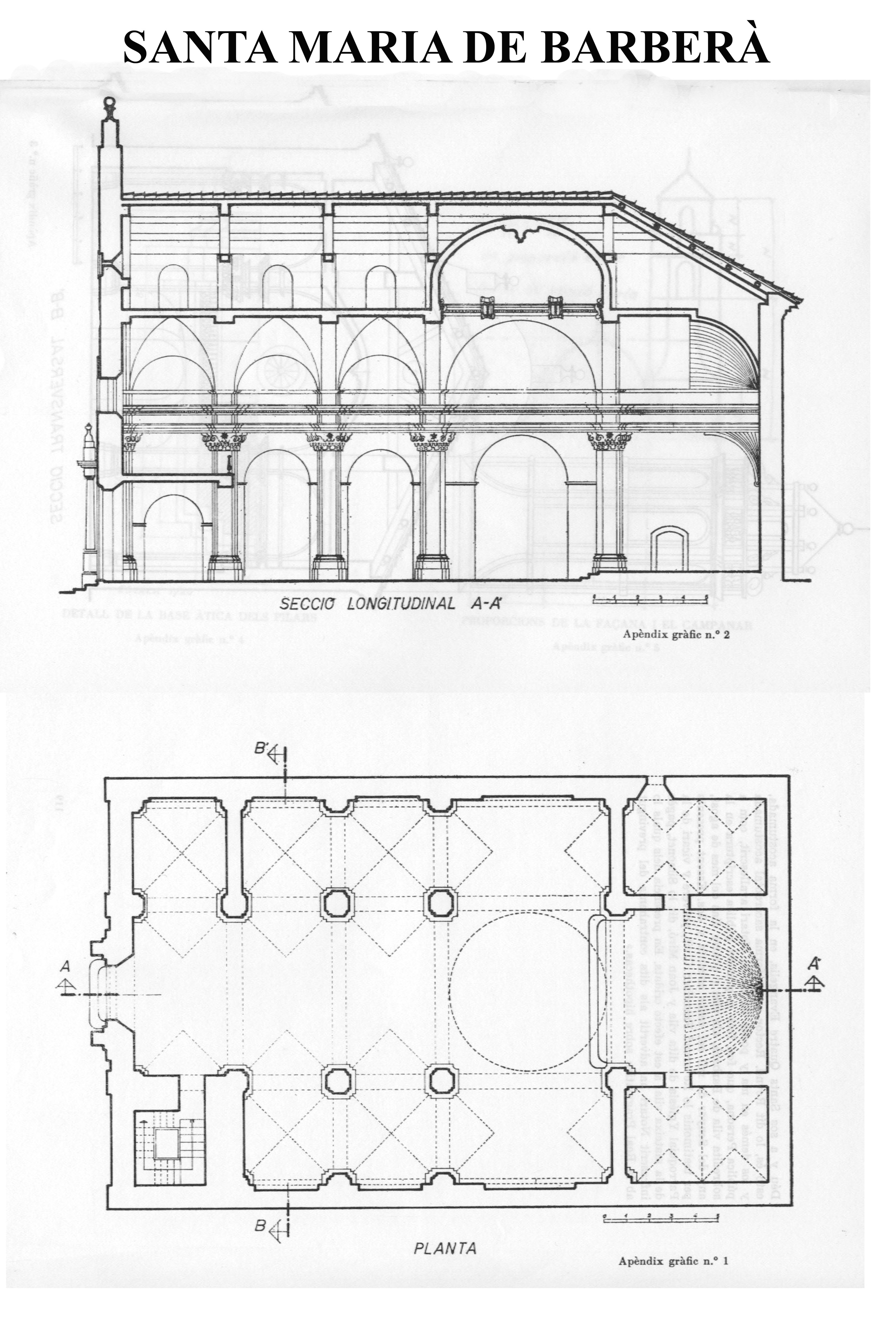
Parroquial de Barberà. Planta i secció longitudinal.

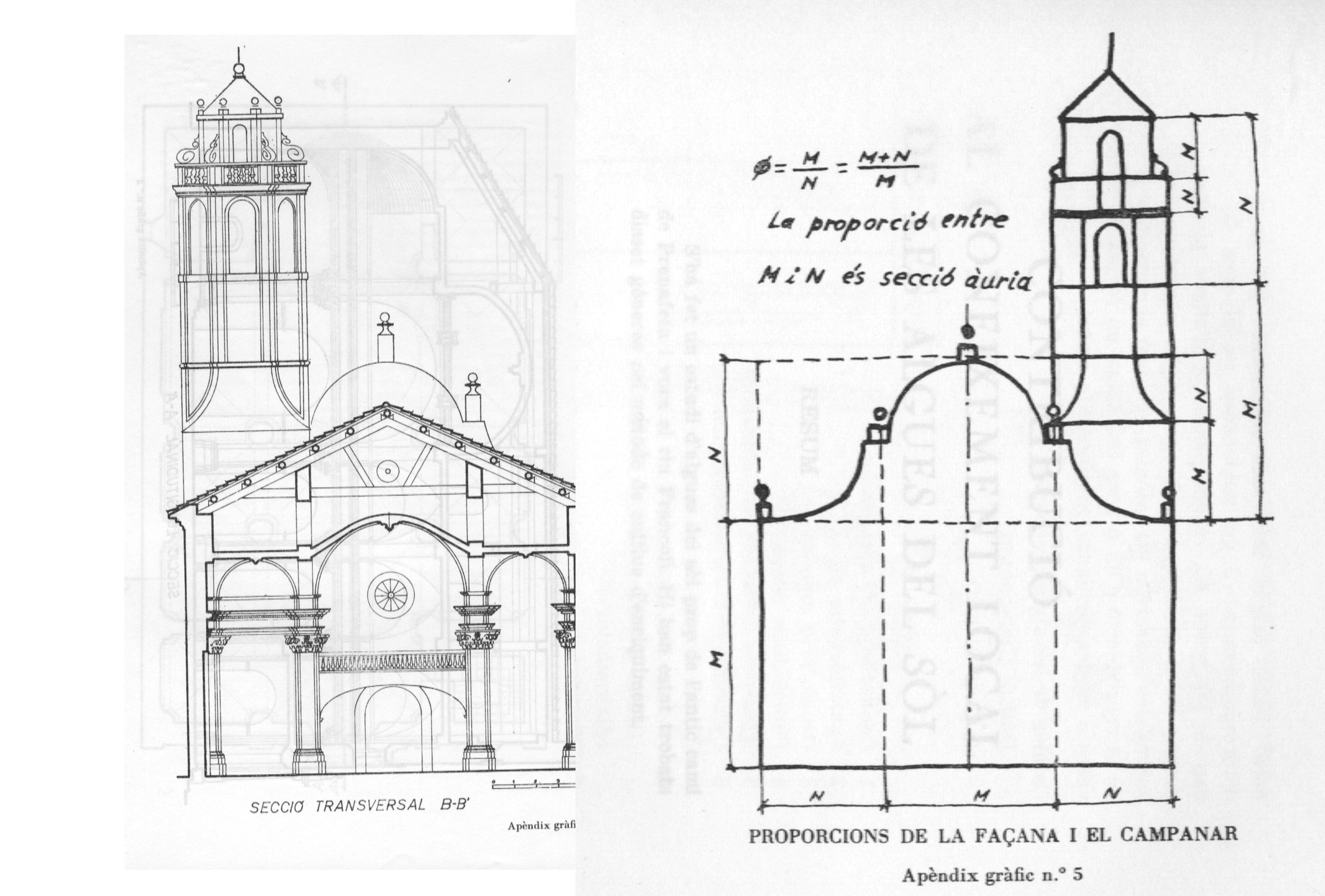
Parroquial de Barberà. Secció transversal i esquema compositiu de la façana.

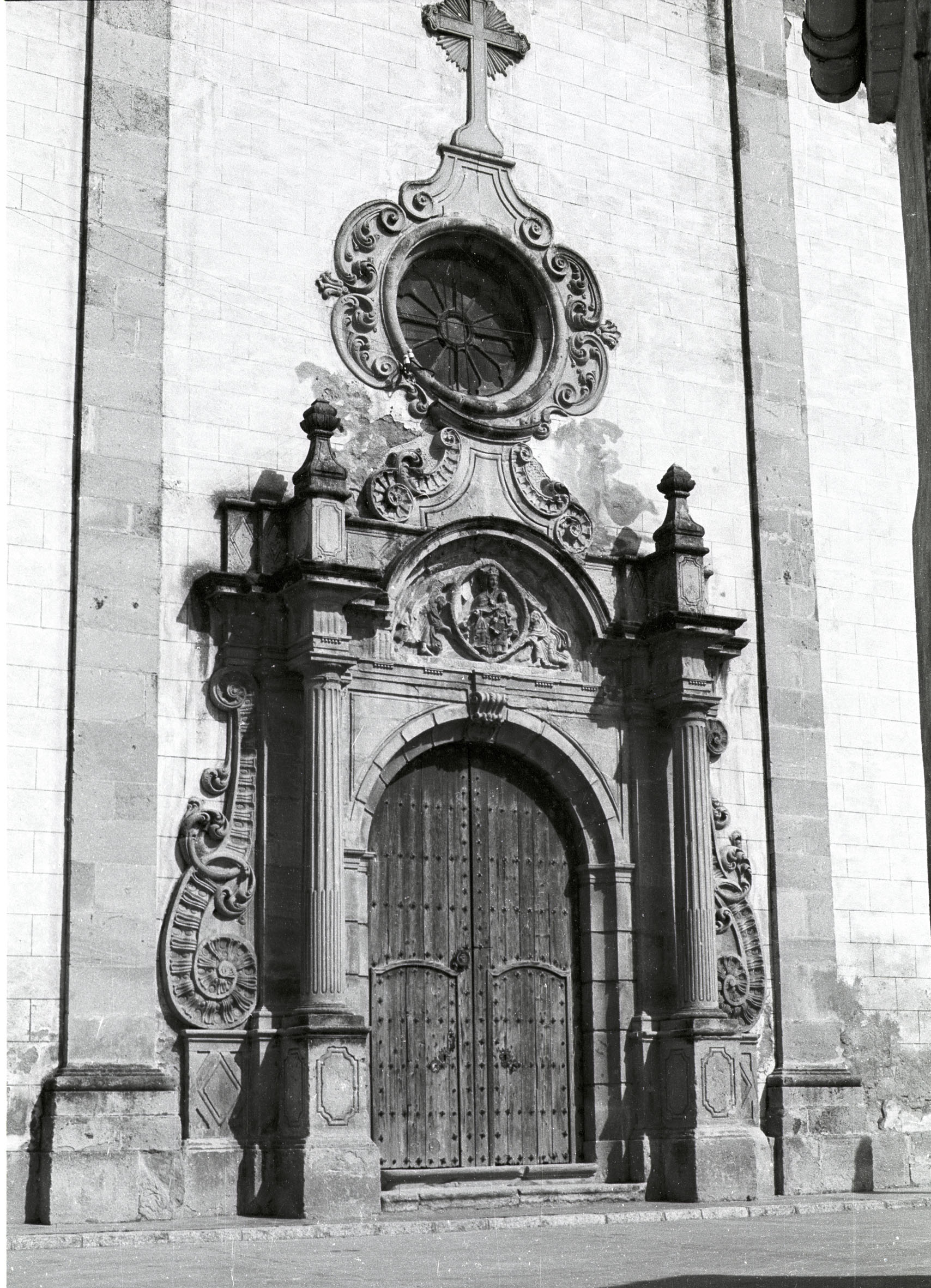
Portalada de l'església de Barberà. (1980).

A mitjan segle XII, acabada la conquesta cristiana de la Conca de Barberà es constituí la parròquia de Barberà. A Santa Maria de Barberà li assignaren com a futures sufragànies les esglésies de les quadres del castell de Barberà —feu dels Puigverd— d'Anguera, el Pinetell, Ollers i Montornès
La primera església parroquial construïda el segle XII a Barberà durà fins a 1792 en què fou enderrocada per a construir l’actual. Desapareguda doncs, l'església vella és impossible de saber exactament com era. Amb tot, hi ha algunes referències documentals publicades per mossèn Porta que evidencien que es tractava d’un temple d’una sola nau, coberta amb volta de canó apuntada amb capelles laterals. No devia ser gaire petita ja que consta que hi havia vuit altars. Tenia un sol accés —a més de la comunicació interior amb l'abadia— per la portalada principal situada a occident on hi havia el frontispici en una situació semblant a l’actual temple. La portalada devia ser força interessant a jutjar pel timpà que n’ha quedat.

### Timpà
El timpà romànic de l'anterior església, obrat el segle xii o el xiii (segons els autors) és una peça de notable qualitat artística on figura la Mare de Déu entronitzada amb el nen Jesús assegut a la falda esquerra. La Verge portava un ceptre a la mà dreta (desaparegut de fa molts anys), mentre amb l'altra aguanta Jesús, que beneeix amb la dreta i porta un llibre a l'esquerra. L'escena és envoltada d'una ametlla mística floral que aguanten dos àngels disposats simètricament. Al costat del Nen hi ha una estrella (ara molt erosionada, però no en fotografies dels anys vint del segle passat); aquest detall feu que l'estudiós nord-americà Kingsley Porter pensés amb el tema de l'Epifania i relacionés el timpà barberenc amb el cercle de la Mare de Déu del Claustre de Solsona

## Església actual (Segle XVIII)

### Història i descripció
L'església parroquial de Santa Maria de Barberà de la Conca fou construïda entre 1792 i 1796, per iniciativa del rector Josep Cabirol. El 3 de maig de 1792 fou posada la primera pedra. L'obra fou executada pels mestres de cases Francesc Tomàs de Montblanc i Magí Veciana de Sarral. Els plànols de la nau els realitzà un tal mestre Pomés i els del campanar i la portalada, fra Francesc, del convent de framenors de Montblanc.
Tanmateix, malgrat la simplicitat que expressa la documentació de l'arxiu parroquial de Barberà sobre la gestió de la construcció del nou temple, no expressa ni de bon tros la realitat; sobretot de l'estira-i-arronsa que simultàniament s'anà produint entre el poble i la Real Academia de San Fernando de Madrid que ho volia controlar tot. D'antuvi els exigia la utilització d'uns plànols dibuixats per l'arquitecte acadèmic Andreu Bosch i Riba que no farien servir. D'aquest senyor la documentació de l'arxiu parroquial tan sols diu que el 14 de setembre de 1793, se li pagaren seixanta lliures "per los treballs de la planta sobre lo vintè".
Té una planta rectangular de 30 x 18 m, distribuïda amb esquema basilical de tres naus i transsepte que no surt lateralment. Els elements de suport són pilars i la coberta és la clàssica de volta de canó amb llunetes. Una mitja taronja cobreix el transsepte. Per sobre de les voltes la fàbrica té la teulada a dues vessants, recolzada en encavallades i embigats de fusta. La mitja taronja, en no tenir cimbori, no sobresurt. Els elements més notables són el frontispici i el campanar, íntimament relacionats en la composició plàstica. La façana és coronada per la clàssica silueta curvilínia rococó. L'èmfasi es concentra a la portalada, que presenta un programa d'ordre dòric amb columnes exemptes amb pedestal. El campanar és un element prismàtic de secció quadrada a la part baixa i hexagonal a la superior.
L'edifici es bastí aprofitant la pedra de l'anterior temple del segle xii, del qual conservaren el timpà per posar-lo a la portalada del nou. Aquest és un edifici típic del barroc tardà, de planta rectangular, tres naus i un creuer amb cúpula de mitja toronja. Està cobert de volta de canó amb llunetes, bastida amb rajola de pla. Com totes les esglésies catalanes d'aquesta època és molt interessant l'enguixat de l'interior: les cornises, els pilars, els capitells, la gran petxina del presbiteri… Exteriorment, hi destaquen l'airós campanar i la façana. El campanar és un prisma quadrat fins que a l'altura de la teulada esdevé octogonal. El coronen uns solanets amb mirador balustrat que, a 35 m d'altura, és una excepcional talaia de la Conca.
La façana es presenta com una pantalla de corbes i contracorbes dinàmiques que formen una graciosa silueta rococó. La presideix una portalada de mig punt, construïda de pedra, flanquejada per dues columnes exemptes d'un ordre dòric transformat per l'estètica barroca i rococó. L'obra escultòrica de la façana la realitzà l'escultor sarralenc Isidre Espinalt Vellet.
Adossada al costat de migdia, té una capella, dedicada a la Mare de Déu del Roser, que té planta de creu cupulada. Fou construïda, l'any 1896, per mossèn Jaume Tarragó com a capella cambril, sobre l'antic cementiri.
L'element artísticament més rellevant de l'església és el timpà romànic descrit.
Darrerament, l'any 2010 es va obrir una esquerda al poble que travessa tota l'església i s'aprecia sobretot a la façana de l'església i a les cases del davant.

### Patrimoni artístic perdut
Fins a l'any 1936, en què foren destruïts, a l'església hi va haver diversos retaules barrocs, algun de notable categoria, i una imatge renaixentista de la Mare de Déu del Roser. Sobre els retaules tenim notícia de dos realitzats per l'escultor sarralenc, Isidre Espinalt Serra-rica, i un tercer començat per Isidre Espinalt Vellet (net de l'anterior) i acabat per l'escultor montblanquí Josep Belart.
Isidre Espinalt Serra-rica va fer el retaule de Sant Victorià (patró de la vila), construït entre 1721 i 1722 i el de l'Altar Major, dedicat a la Immaculada Concepció (titular de la parròquia) que fou inaugurat l'any 1736. Del segon s'ha conservat un bona fotografia de Francesc Blasi i Vallespinosa, del primer només se'n coneix el contracte.
El tercer retaule que estava dedicat la Mare de Déu del Roser (patrona votada del poble), no el va poder acabar Espinalt Vellet, perquè va morir, l'any 1800, mentre hi treballava, per la qual cosa el va concloure Josep Belart. De fet, si ens atenim als comptes, l'hauria fet pràcticament del tot l'escultor montblanquí: de 692 lliures, 15 sous recabdats, es pagaren 105 lliures a l'escultor Espinal i 415 a l'escultor Belart. Presidia aquest retaule una preciosa talla de fusta policromada, obrada per un escultor anònim, l'any 1572, que habia format part d'un anterior altar que fou substituít en construir-se, a finals del segle xix, l'actual capella del Roser. D'aquest retaule s'han conservat dues imatges fotogràfiques, una del conjunt, de Blasi Vallespinosa, i altra de la Verge, del barberenc Ignasi Sarró Brufau.
La Mare de Déu del Roser és la patrona votada del poble i en el seu honor li dediquen les festes del primer cap de setmana de maig.

## El context historicoartístic
Estilisticament, l'església nova s'inscriu en el barroc tardà, que proliferà al segle xviii, amb influències franceses de la Cort borbònica, i italianes dels artistes que portà l'arxiduc Carles, com Ferdinando Galli Bibbiena i altres que treballaren pels Borbons. S'ha de remarcar però, la forta presència d'elements autòctons que perviuen impermeablement des del gòtic en la concepció de la massa, les superfícies i la llum. Fou construïda entre 1792 i 1796 per causa del boom demogràfic, que feu petita l'església primitiva, i per l'eufòria econòmica. La pagaren els veïns del poble. El contractista fou Francesc Thomas de Cervera. En el contracte de l'església barroca, a més de parlar de la necessitat d'aprofitar la pedra de l’antic temple, s’indica que el timpà i l'”apostolat” -perdut- s’havien a de posar al davanter de l'església nova.
Si hom repassa una mica la historia i l'arquitectura dels temples parroquials de la Conca de Barberà, constatarem que la major part són construïts de nou en un espai de pocs anys a finals del segle xviii i que són de bastant cabuda i pretensió arquitectònica. Hom endevina que tot això s'esdevingué en unes circumstàncies favorables que ho van possibilitar. Les guerres del XVII i començaments del xviii deixaren Catalunya extenuada. En travessar el segle l'economia i la població, havien quedat molt minvades. Al llarg del segle xviii, tot i haver passat per la humiliació de la desfeta i haver entrat en una vera ocupació militar, Catalunya iniciarà una represa que, a poc a poc esdevindrà espectacular fins a situar-se en les condicions que havien de conduir-la al procés d'industrialització del segle xix i a la Renaixença.
Si s’han assenyalat abans la construcció d'uns temples com a indici d'una puixança econòmica per aquells pobles i en aquells anys, és evident que l'element bàsic a tenir en compte en el procés de desenvolupament és l'element humà. Pierre Vilar, quan parla de la població del Principat al segle xviii, creu versemblant la mesura deduïda de les fonts contemporànies que dona un doblament de la població en menys de setanta anys, els compresos entre 1718 i 1788.
A la Conca, l'any 1718 hi ha 7.560 habitants i l'any 1787, 19.210. És a dir, més del doble. Pierre Vilar, seguint la seva tesi, segons la qual, que per terme mitjà, Catalunya va doblar la població en aquell termini de temps, addueix l'increment (uns 4.000) a la immigració deguda a l'atractiu que aquells anys oferia la Conca
Les xifres que corresponen a Barberà per aquell període d'anys són de 324 habitants l'any 1718 i 629 l'any 1787. Josep Iglésies, que ha estudiat de manera especial la demografia catalana, en el seu treball monogràfic sobre la Conca nota el fenomen de la construcció de temples en aquells anys: «L'ascens demogràfic d'algunes d'aquestes localitats el delata la construcció de les noves esglésies a Sarral, Blancafort i Pira, entre d'altres...».
Lògicament l'eufòria demogràfica era paral·lela a una extensió i intensificació de la producció agrícola: «Som als dies que s'arrabassen terres per tot, es fan recular els boscos i als vells camps de sembradura, hi prenen una ufana inusitada els conreus de la vinya». La Conca va experimentar el procés de substitució dels conreus tradicionals per arribar al monocultiu vitícola. Pierre Vilar cita un discurs a l'Acadèmia d'aquells anys en el qual hom parla «dels canvis que han especialitzat els voltants de Sarral i liquidat en benefici de l'activitat vitícola les fàbriques draperes de Montblanc. La situació agrícola era doncs afalagadora com també ho era la mercantil; feia pocs anys que Catalunya podia participar plenament en el mercat americà. Reus esdevenia el primer centre mercantil del vi i l'aiguardent. També diu Pierre Vilar que l'exportació catalana de vins representava un 30 per cent de la nacional espanyola, i en el cas dels aiguardents un 60 per cent.
Els preus, com és d'esperar, havien estat bastant favorables. Va haver-hi cicles de puja i de baixa però per terme mitjà foren alts. Cal remarcar que el període en què es va construir l'església de Barberà correspon al de més puixança, que és el de la dècada dels noranta. En sis anys s'havia doblat el preu del vi que hom pagava a mitjan segle. I això passava sense inflació monetària.

## Galeria

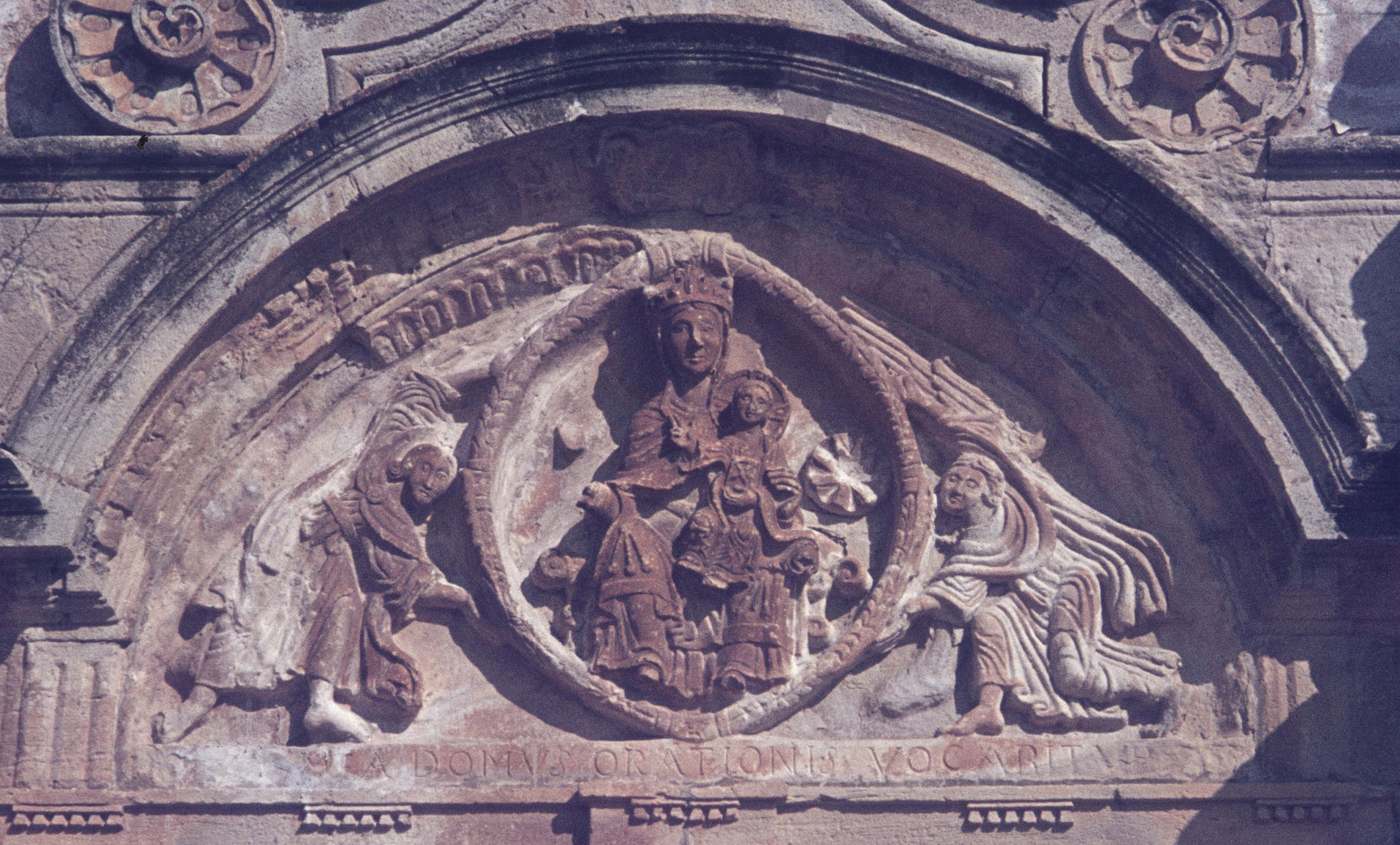
Timpà romànic de Barberà de la Conca. En aquesta foto de 1973, l'estrella del costat de la Verge, avui desapareguda, es veu força bé (1973).
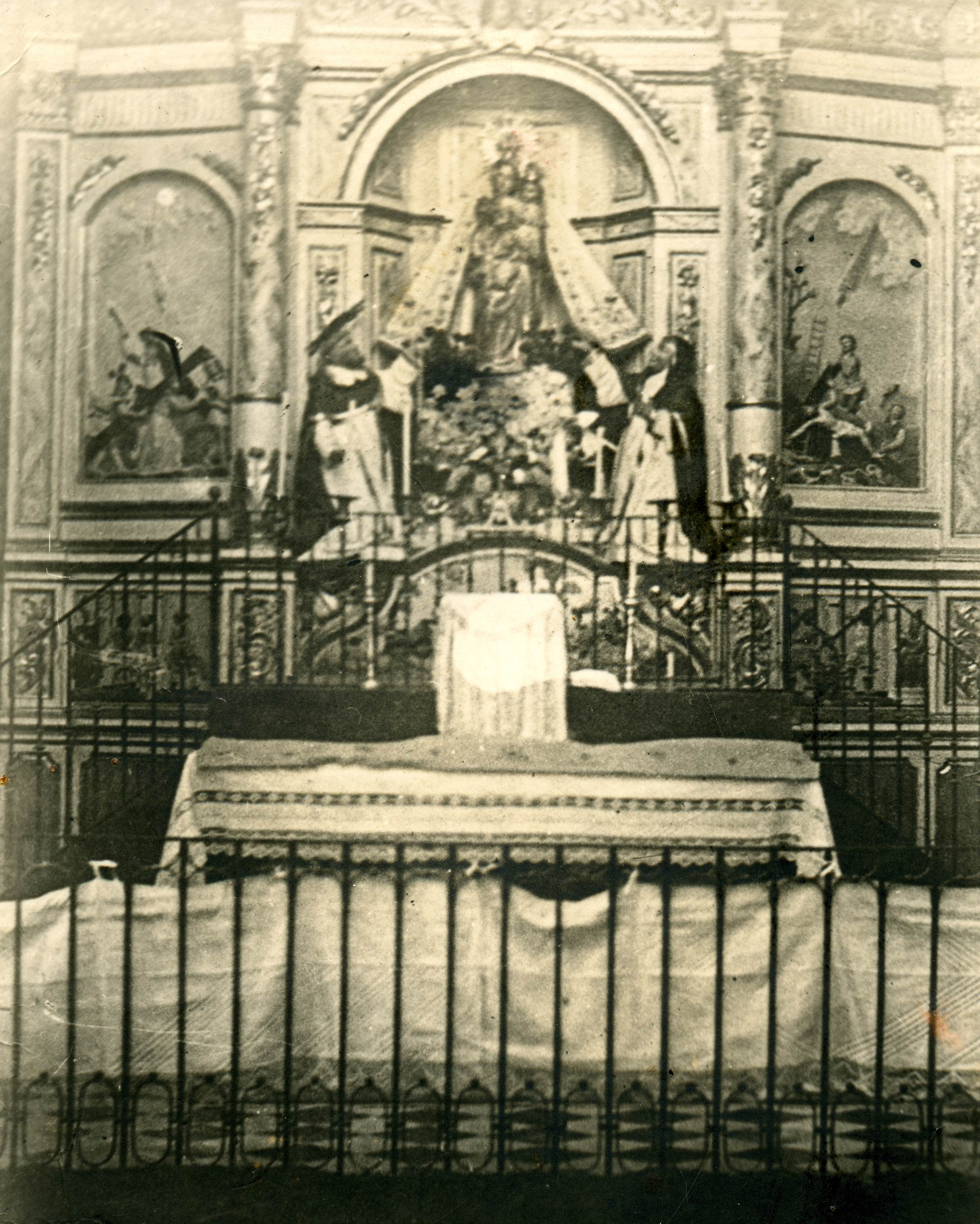
Església parroquial de Barberà. Retaule de la capella del Roser.
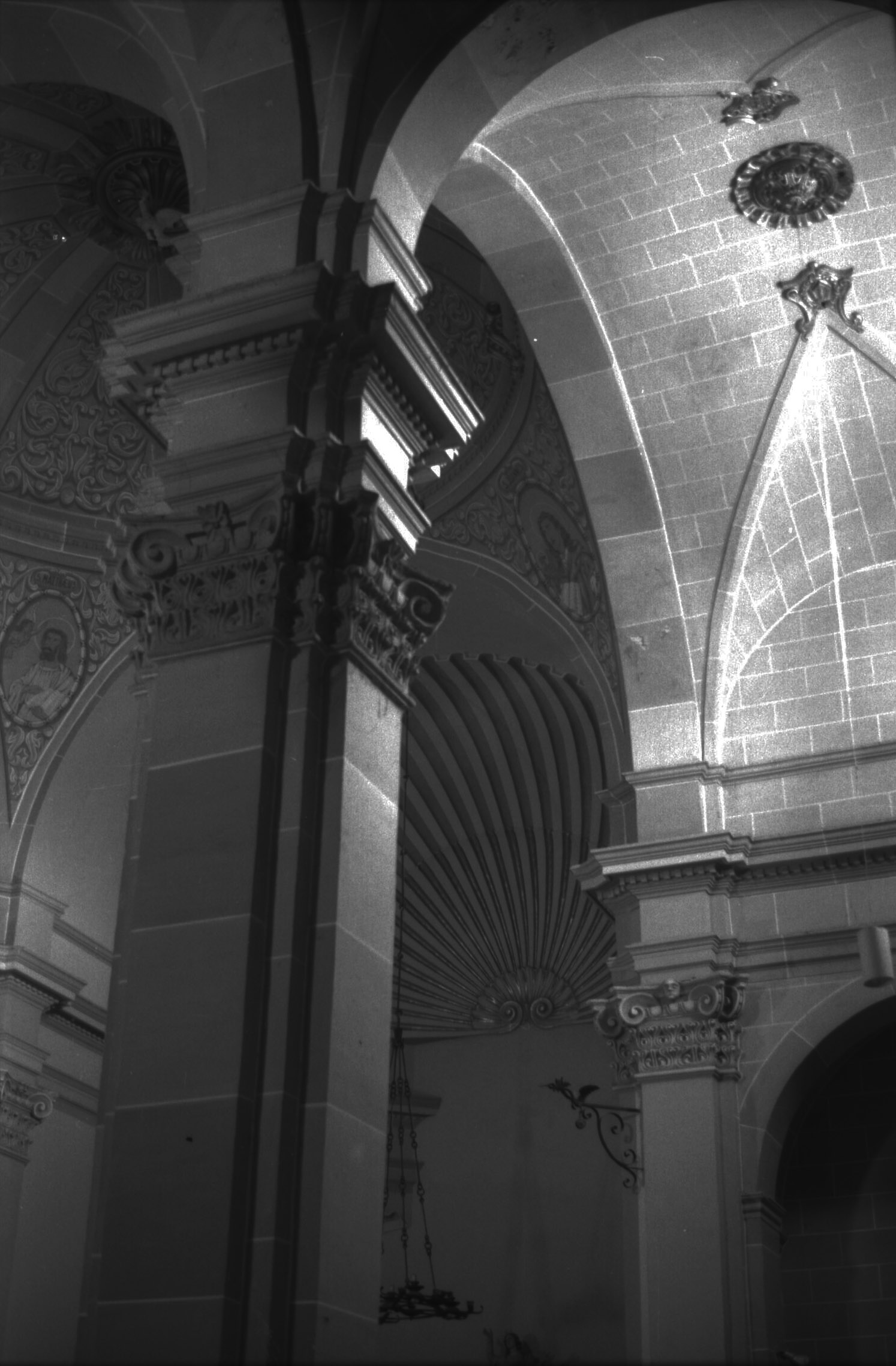
Barberà de la Conca, interior de l'església (1978).